# Krummbek
Krummbek ist eine Gemeinde im Kreis Plön in Schleswig-Holstein. Ratjendorf liegt im Gemeindegebiet.

## Geografie und Verkehr
Krummbek liegt etwa 3 km östlich von Schönberg (Holstein) und etwa 25 km von Kiel entfernt.

## Geschichte
Seit 1934 bildet Krummbek zusammen mit Ratjendorf eine Gemeinde. Der Ortsname bedeutet wohl krummer Bach.
Die Gemeinde gehörte dem Amt Probstei-Ost an. Seit dessen Auflösung zum 1. Juni 1970 ist sie Teil des Amts Probstei.

## Politik

### Gemeindevertretung
Die Wahl 2023 ergab folgendes Ergebnis:
- SPD: 2
- UWK: 7

### Wappen
Blasonierung: „In Grün ein silberner Wellenbalken, oben zwei goldene Rapsblüten, unten ein abgebrochener goldener Krummstab.“

## Wirtschaft
Größter Betrieb im Ort ist das Hotel-Restaurant "Witt´s Gasthof", geführt von Inhaberfamilie Löwel. Nachdem mehrere Gasthöfe in der Region geschlossen wurden ist dieser der letzte verbliebene Gasthof mit Saalbetrieb. In der Krummbeker Kerzenscheune können die Besucher selbst Kerzen ziehen und Dekorationsartikel erwerben. Eine Pizzeria "House of Pizza" mit Lieferdienst befindet sich ebenfalls in dem Gebäude der Kerzenscheune. Die Bio-Hofschlachterei Muhs verkauft vor Ort sowie auf Märkten mit eigenem Verkaufswagen. Ein naturnaher Kindergarten "Wurzelkinder" ist daran angeschlossen. In der ehemaligen Meierei ist eine Tischlerei mit Möbelgeschäft und Antiquitätenladen "Stattfein" ansässig.
In Krummbek befindet sich das Wasserwerk des Wasserbeschaffungsverbandes Panker-Giekau. Es versorgt die Region einschließlich Laboe, Selent bis vor Lütjenburg (ca. 30.000 Abnehmer mit rund zwei Mio. m³ Wasser pro Jahr). Aufgrund der schon hervorragenden Qualität des geförderten Grundwassers wird ohne aufwendige Aufbereitungsschritte ein Trinkwasser abgegeben, das, gemessen an den enthaltenen Mineralstoffen, einem Mineralwasser entspricht.